# Latonia
Latonia Meyer, 1843 è un genere di anfibi anuri della famiglia Alytidae.

## Distribuzione e habitat
L'unica specie vivente di questo genere è endemica di Israele.

## Tassonomia
Il genere è stato inizialmente descritto per specie fossili. Successivamente al genere è stata aggiunta una specie vivente descritta in precedenza nel genere Discoglossus.
La specie vivente è Latonia nigriventer (Mendelssohn & Steinitz, 1943).
Le specie fossili sono:
- †Latonia gigantea (Lartet 1851)
- †Latonia ragei Hossini, 1993
- †Latonia seyfriedi Meyer 1843
- †Latonia vertaizoni (Friant, 1944)